# Ed Fury
Ed Fury (eigentlich Rupert Edmund Holovchik; * 6. Juni 1928 in Long Island, New York; † 24. Februar 2023 in Woodland Hills, Kalifornien) war ein US-amerikanischer Bodybuilder, Model und Schauspieler.

## Leben
Schon zu Schulzeiten begann Fury mit Kraftsport und nahm ab den späten 1940er Jahren an Bodybuilder-Wettbewerben teil, drehte Schmalfilme zum Thema und war Covermodel diverser Magazine.
Seine Schauspielkarriere begann am Broadway (unter anderem in Fanny) und führte zu kleineren Rollen in Filmen wie Athena, Demetrius und die Gladiatoren oder Abbott and Costello Go to Mars; 1958 hatte er in Wild Women of Wongo (1958) seine einzige Hauptrolle in einem amerikanischen Film. Einige wenige Rollen spielte er für Fernsehserien. 1960 verließ Fury Hollywood, um in Italien am Erfolg der Sandalenfilme teilzuhaben; dabei war sein erster Film Ursus im Reich der Amazonen. Nach sechs Auftritten in solchen Werken kehrte er Mitte der 1960er Jahre in die Vereinigten Staaten zurück und war bis 1979 gelegentlich in Fernsehserien, oft ohne im Abspann genannt zu werden, zu sehen. 1996 kehrte er nochmals für den Trashfilm Dinosaur Valley Girls zurück.

## Filmografie (Auswahl)
- 1946: Ich sing’ mich in dein Herz hinein (Because of Him)
- 1953: Abott and Costello Go to Mars
- 1953: Blondinen bevorzugt (Gentlemen Prefer Blondes)
- 1953: Die Wasserprinzessin (Dangerous When Wet)
- 1954: Athena
- 1955: Das Haus am Strand (Female on the Beach)
- 1956: Die Meute lauert überall (Raw Edge)
- 1960: Ursus im Reich der Amazonen (La regina delle amazzoni)
- 1960: Ursus – Rächer der Sklaven (Ursus)
- 1961: Siebenfache Rache (Le sette sfide)
- 1962: Maciste im Kampf mit dem Piratenkönig (Maciste contro lo sceicco)
- 1962: Ursus im Tal der Löwen (Ursus nella valle dei leoni)
- 1963: Ursus, der Unbesiegbare (Ursus nella terra di fuoco)
- 1973: Letters from Three Lovers (Fernsehfilm)
- 1974: Columbo: Teuflische Intelligenz (Mind over Mayhem) (Fernsehreihe)
- 1978: Die alte Hand des Schicksals (Desperate Women) (Fernsehfilm)
- 1996: Dinosaur Valley Girls